# 音のない夜空に/木の芽風
「音のない夜空に/木の芽風」（おとのないよぞらに/このめかぜ）は、IKUのメジャーデビューシングル。
北海道を拠点に活動するシンガーソングライター・IKUのメジャーデビュー作品。このシングルは同じく北海道に本拠地を置く音楽製作集団「I've」のコンポーザーである高瀬一矢がプロデュースしており、後にI'veに所属するきっかけとなる。

## 収録曲
1. 音のない夜空に [5:31]
作詞：IKU、作曲・編曲：高瀬一矢
  - 全国29局ネット音楽情報番組『プリン・ス』3月度テーマソング
2. 木の芽風 [4:47]
作詞・作曲：IKU、編曲：高瀬一矢
  - テレビアニメ『ハヤテのごとく!』エンディングテーマ
  - 2009年3月6日発売の『「ハヤテのごとく!」キャラクターカバーCD 〜選曲:畑健二郎〜』において主人公、綾崎ハヤテ役の白石涼子にカバーされた。

  - 原作者の畑健二郎はこの曲を気に入っており、重要キャラであるアテネとの過去編に流して読んでほしいと語ったり、サブタイトルにこの曲名を使ったりしている。
3. 音のない夜空に -Instrumental- [5:31]
4. 木の芽風 -Instrumental- [4:44]